# خال‌سفید چهل‌خال
خال‌سفید چهل‌خال (نام علمی: Pardalotus quadragintus) نام یک گونه از سرده خال‌سفید است.